# Túnel de La Cabrera
El túnel de La Cabrera es un túnel ferroviario del tramo Siete Aguas-Buñol de la línea de alta velocidad Madrid-Cuenca-Valencia. Este túnel salva un importante desnivel (sierra de la Cabrera) de la línea y uno de los mayores obstáculos de la llegada a la ciudad de Valencia pudiendo alcanzar en este tramo los 350 km/h.

## Situación
El tramo de Siete aguas-Buñol está situado en el PK 351,250, en una zona montañosa con demasiados barrancos, este túnel tiene una longitud de 7229 m y un desnivel aproximadamente de 244 m. Con este tramo se consigue superar el barranco de Hondo de Massegar y entra en el túnel artificial de Siete Aguas (420 m) que está situado prácticamente paralelo a la autovía A-3 (Madrid-Valencia), en su salida a la altura de Buñol enlaza con el viaducto sobre la Rambla del Gallo (50 m) para adentrarse en el túnel de Buñol, de 1915 m de longitud.
Este túnel está compuesto por dos tramos, uno en mina de 1392 m y otro de túnel artificial de 526 m. Por último, el tramo después de atravesar el término municipal de Siete Aguas - Buñol, este termina con un terraplén que enlaza con el siguiente tramo (Buñol-Cheste) en su camino a Valencia. Los túneles suponen el 85% del total del trazado del tramo. El túnel de La Cabrera es el túnel más largo de los que componen actualmente la línea de Madrid-Valencia en sus 914 km de recorrido (ida y vuelta).

## Composición
Este túnel está formado por dos largos túneles circulares de interior. Se ha excavado en materiales rocosos (calizas y margocalizas) y, además, el tubo doble dispone de galerías de interconexión de seguridad cada 400 metros entre los dos tubos que lo conforman.

## Procedimientos
La tuneladora que se ha utilizado en la excavación, S-373 UNAX, de Herrenknecht AG, fabricada en Alemania, ha sido de doble escudo y ha facilitado el buen desarrollo de la obra en este tramo. Esta tuneladora tiene una longitud de 204 m y su peso es de 2.700 toneladas. Su capacidad óptima de avance es de 1,60 m cada 25 minutos. En el plazo de dos meses se consiguió superar 5 veces el récord mundial diario de avance de perforación en el mencionado túnel de la sierra de La Cabrera: 83,2 m excavados y 52 anillos colocados en un solo día.